# Christiane F. (album)
Christiane F. is een soundtrackalbum van de Britse muzikant David Bowie, uitgebracht in 1981 en opnieuw uitgebracht op cd in 2001. Het is de soundtrack van de Duitse film Christiane F. - Wir Kinder vom Bahnhof Zoo, een film over de drugsverslaafde tiener Christiane Felscherinow. Het was de eerste van drie soundtracks waarin Bowie een grote rol had, waarbij Labyrinth de tweede was en The Buddha of Suburbia de derde.
Ondanks dat het grootste deel van de soundtrack bestaat uit nummers van Bowie's Berlijn-periode tussen 1977 en 1979 (met uitzondering van "TVC 15" en "Stay"), speelt de film Christiane F. zich af voor deze tijd. Het titelkarakter bezocht namelijk een concert van Bowie in Berlijn ter promotie van zijn album Station to Station uit 1976, die werd geopend door het nummer "Station to Station". Bowie komt zelf ook in de film voor terwijl hij dit nummer ten gehore brengt tijdens dit concert.

## Tracklist
- Alle nummers geschreven door Bowie (met Duitse tekst door Antonia Maass op track 3), tenzij anders genoteerd.

1. "V-2 Schneider" (van "Heroes", 1977) – 3:09
2. "TVC 15" (singleversie) (van Station to Station, 1976) – 2:12
3. "Heroes/Helden" (Engels/Duitse versie) (oorspronkelijk van "Heroes") (Bowie/Brian Eno) – 6:01
4. "Boys Keep Swinging" (van Lodger, 1979) (Bowie/Eno) – 3:16
5. "Sense of Doubt" (van "Heroes") – 3:56
6. "Station to Station" (live) (van Stage, 1978) – 8:42
7. "Look Back in Anger" (van Lodger) (Bowie/Eno) – 3:06
8. "Stay" (singleversie) (van Station to Station) – 3:20
9. "Warszawa" (van Low, 1977) (Bowie/Eno) – 3:30